# خوان رویز
خوان رویز (انگلیسی: Cala؛ زادهٔ ۲۶ نوامبر ۱۹۸۹) معروف به کالا بازیکن فوتبال اهل اسپانیا است که در پست مدافع میانی برای باشگاه فوتبال کادیس بازی می‌کند.
وی همچنین در تیم ملی فوتبال زیر ۱۹ سال اسپانیا بازی کرده‌است.